# Cauloramphus pseudospinifer
Cauloramphus pseudospinifer är en mossdjursart som beskrevs av Androsova 1958. Cauloramphus pseudospinifer ingår i släktet Cauloramphus och familjen Calloporidae. Inga underarter finns listade i Catalogue of Life.